# Lovce (Gnjilane)
Pour l’article homonyme, voir Lovce.
Llovcë en albanais et Lovce en serbe latin (en serbe cyrillique : Ловце) est une localité du Kosovo située dans la commune/municipalité de Gjilan/Gnjilane, district de Gjilan/Gnjilane (Kosovo) ou district de Kosovo-Pomoravlje (Serbie). Selon le recensement kosovar de 2011, elle compte 169 habitants, tous albanais.

## Histoire
La mosquée du village, construite en 1910, est proposée pour une inscription sur la liste des monuments culturels du Kosovo.

## Démographie

### Évolution historique de la population dans la localité
| 1948 | 1953 | 1961 | 1971 | 1981 | 1991 | 2011 |
| ---- | ---- | ---- | ---- | ---- | ---- | ---- |
| 471  | 512  | 532  | 566  | 458  | 460  | 169  |

|  |